# エア・ノストラム

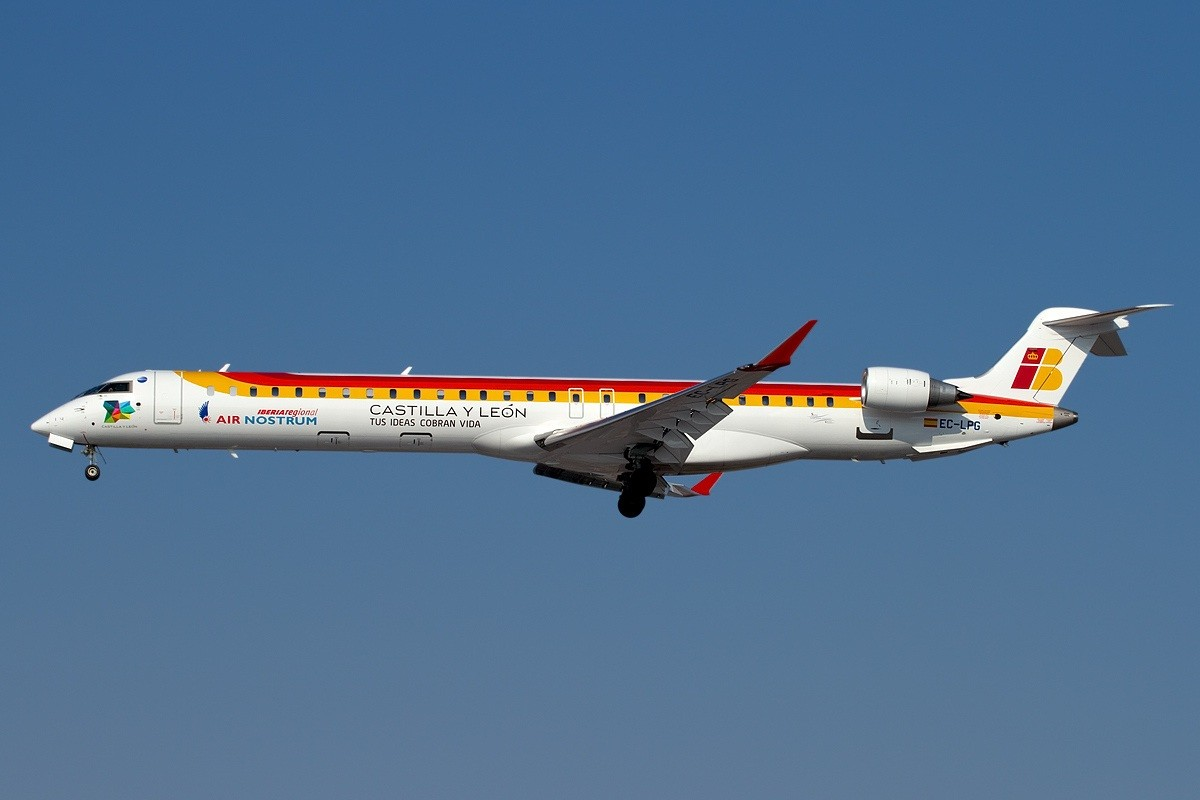
ボンバルディアCRJ1000

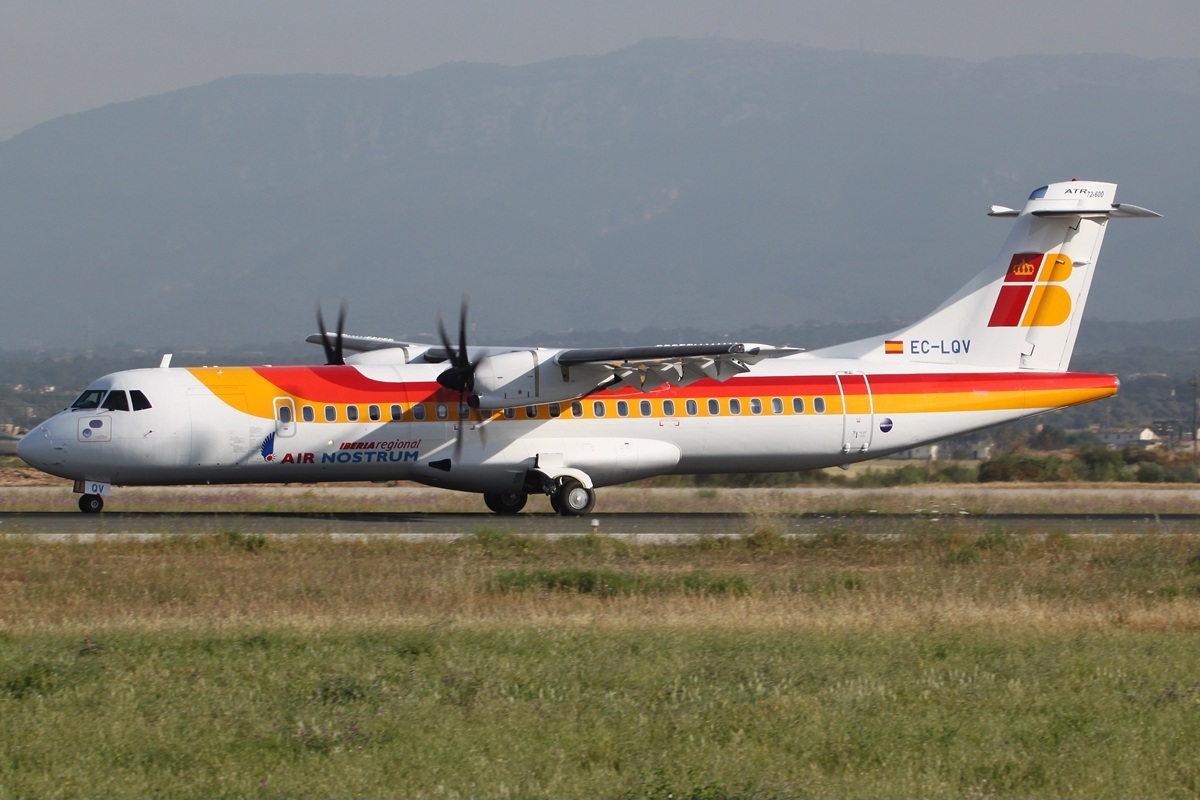
パルマ・デ・マヨルカ空港でのATR 72-600

エア・ノストラム（スペイン語: Air Nostrum, Líneas Aéreas del Mediterráneo, S.A.）は、スペイン・バレンシア州・バレンシアを拠点とする地域航空会社。イベリア・レヒオナル（スペイン語: Iberia Regional）としても知られている。
イベリア航空とビンテル・カナリアスのフランチャイズ運航を行っていたが、エア・ノストラムは独立した航空会社である。イベリア航空の地域的なパートナーであり、ワンワールドに加盟している。国内線91路線と国際線51路線、チャーター便を運航している。本拠地はバレンシア空港であり、バルセロナ＝エル・プラット国際空港とマドリード＝バラハス空港をハブ空港としている。

## 歴史

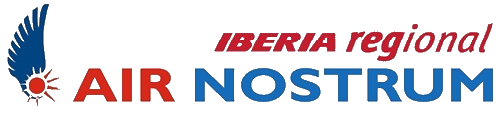
旧ロゴ

1994年5月23日、バレンシアにリネアス・アエレアス・デル・メディテラネオ/エア・ノストラム（Líneas Aéreas del Mediterraneo/Air Nostrum）として設立され、12月15日に運航を開始した。1997年5月にはイベリア航空とフランチャイズ契約を交わし、イベリア航空の子会社であるビンテル・メディテラネオを買収し、ビンテルの事業を吸収した。1999年にイベリア航空がアビアコ航空と合併し、アビアコ航空の国内線と国際線がエア・ノストラムに引き継がれた。1999年にはオランダのデニム・エアを買収したが、2002年にデニム・エアとの一切の利害関係を断ち切った。2007年時点では2,040人の従業員を抱え、ネフィンサが74.8%、カハ・ドゥエロが22.2%、エア・ノストラム・マネジメントが3%の株式を保有している。

## 就航都市
2013年1月20日時点
出典 : 公式サイト
| [ハブ] | ハブ空港     |
| [拠点] | 拠点空港     |
| [開始] | 運航開始予定 |
| [季節] | 季節運航     |
| [終了] | 運航終了     |

## サービス
エア・ノストラムは全定期便で総合的な機内食サービスを提供している。2008年初頭以降はビジネスクラスのキャビンのみの機材で単独で運航することはなく、他の主要な航空会社と同様にビジネスクラスとエコノミークラスのキャビンに分かれている。エコノミークラスの乗客はメニュー表から飲み物や軽食を購入することができる。

## 運航機材

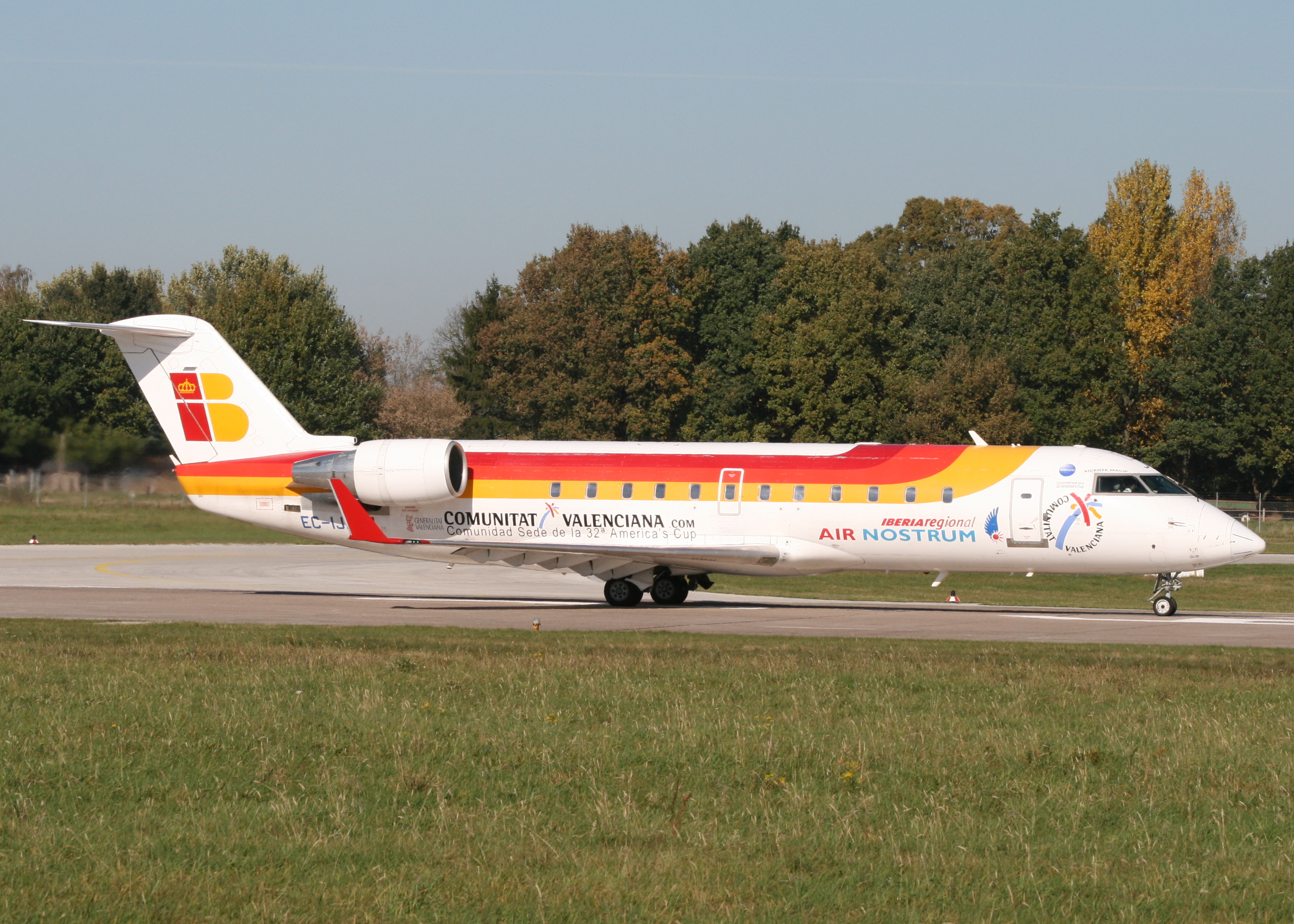
ボンバルディアCRJ200

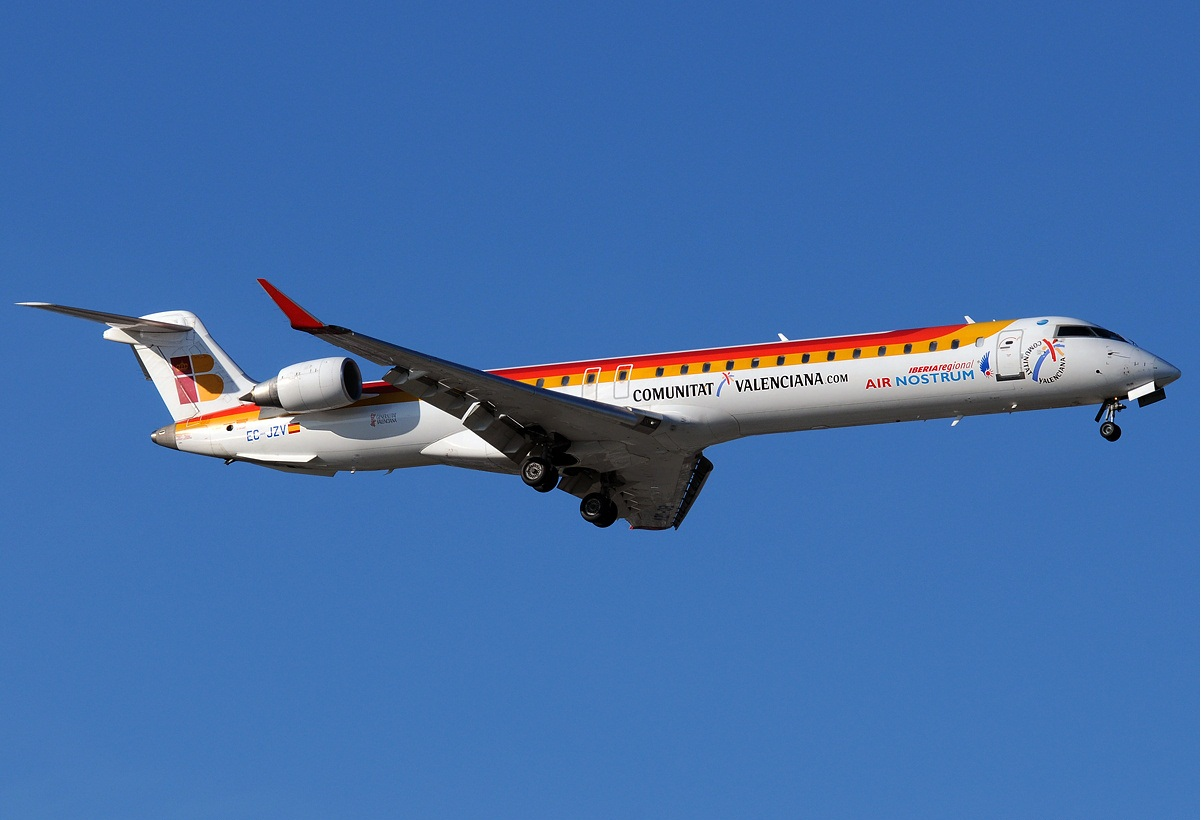
ボンバルディアCRJ900

2014年3月時点で、エア・ノストラムの運航機材の平均使用年数は5.5年である。運航している機材はATR 72-600、ボンバルディアCRJ200、ボンバルディアCRJ900、ボンバルディアCRJ1000の4機種のみである。
| 機材                  | 運航中 | 発注中 | 定員  | 備考                |
| --------------------- | ------ | ------ | ----- | ------------------- |
| ATR 72-600            | 5機    | 8機    | 72人  |                     |
| ボンバルディアCRJ200  | 14機   | -      | 50人  | CRJ200ERを9機売却済 |
| ボンバルディアCRJ900  | 11機   | -      | 90人  |                     |
| ボンバルディアCRJ1000 | 10機   | 25機   | 100人 |                     |
| 通算                  | 40機   | 33機   | -     |                     |

## 出来事と事故
- 2003年1月17日、エア・ノストラム フォッカー50がメリリャ空港で滑走路をオーバーランし、境界フェンスに激突。旅客機のふたつの主要部分に亀裂が入り、9人の乗客が負傷した[8]。

- 2006年1月24日、バリャドリッド空港からバルセロナ・エル・プラット国際空港に向かっていたエア・ノストラム IB8665便は、エル・プラット国際空港に胴体着陸した。40人の乗客のうち2人がボンバルディアCRJ200からの避難途中に軽傷を負った。調査機関のComisión de Investigación de Accidentes e Incidentes de Aviación Civilは事故原因をパイロットのミスと断定した[9]。

- 2007年1月23日、パンプローナからバルセロナに向かっていたエア・ノストラム IB8041便は、機材のボンバルディア・ダッシュ8の問題を報告した後、エル・プラット国際空港に緊急着陸した。負傷者はいなかった。